# Mancetter
Mancetter est un village et une paroisse civile du Warwickshire, en Angleterre.

## Toponymie
Mancetter est un toponyme d'origine celtique. Le nom celtique est attesté au IVe siècle sous la forme Manduessedum, qui signifie apparemment « char à chevaux », peut-être en référence à un élément de la topographie locale. Une forme réduite de ce nom reçoit au Moyen Âge le suffixe vieil-anglais ceaster, qui renvoie aux villes ou forteresses d'origine romaine. La forme Manacestre, ancêtre direct du Mancetter moderne, est ainsi attestée en 1195.

## Géographie
Mancetter est un village du Warwickshire, un comté des Midlands de l'Ouest. Il se situe dans le nord de ce comté, à la frontière du Leicestershire, juste au sud de la ville d'Atherstone. La rivière Anker (en), un affluent de la Tame, coule à l'est et au sud du village, tandis que le canal de Coventry (en) passe à l'ouest et au sud.
Au nord-est, la paroisse civile de Mancetter est délimitée par l'Anker et par la route A5. Le chemin de fer de la Trent Valley line (en), branche de la West Coast Main Line, traverse le village, mais la gare la plus proche est celle d'Atherstone (en).
Au Moyen Âge, Mancetter relève du hundred de Hemlingford (en). La paroisse de Mancetter inclut jusqu'en 1866 les localités voisines d'Atherstone, Hartshill et Oldbury. Après l'abandon du système des hundreds, Mancetter est rattaché au district rural d'Atherstone (en) de 1894 à 1974, puis enfin au district non métropolitain du North Warwickshire depuis 1974.
Pour les élections à la Chambre des communes, Mancetter appartient à la circonscription de North Warwickshire.

## Histoire
L'histoire de Mancetter débute avec le fort romain de Manduessedum (en), fondé au Ier siècle, pendant la conquête romaine de la Grande-Bretagne. Le site, situé sur la voie romaine de Watling Street, est ultérieurement occupé par une villa romaine et Manduessedum, mentionnée dans l'Itinéraire d'Antonin, devient un important centre industriel spécialisé dans la poterie. Les mortaria (en) produites à Mancetter entre le IIe et le IVe siècle ont une apparence caractéristique. Des échantillons en ont été retrouvés dans toute l'Angleterre, ainsi qu'au pays de Galles et dans le sud de l'Écosse.
Mancetter n'est pas mentionné dans le Domesday Book. Il fait partie des domaines des comtes de Warwick à partir de 1235 au moins et le reste jusqu'au XIVe siècle. Le seigneur Henry de Hastings y est leur vassal en 1242, un lien qui se transmet à ses héritiers jusqu'à l'extinction de la lignée mâle, puis passe au baron Reginald Grey au début du XVe siècle. À partir du XVIe siècle, son histoire est liée à celle du manoir de Barwell, dans le Leicestershire. Les tenanciers directs du manoir de Mancetter appartiennent à la famille de Mancetter jusqu'à la mort de Guy de Mancetter en 1365. La tenure est alors divisée entre les représentants de ses trois filles et n'est jamais réunie par la suite.

## Démographie
Au recensement de 2011, la paroisse civile de Mancetter comptait 2 333 habitants.
| Année | Population |
| ----- | ---------- |
| 1801  | 3 345      |
| 1811  | 3 710      |
| 1821  | 4 482      |
| 1831  | 5 200      |
| 1841  | 5 182      |
| 1851  | 5 346      |
| 1881  | 436        |
| 1891  | 463        |
| 1901  | 548        |
| 1911  | 703        |
| 1921  | 763        |
| 1931  | 702        |
| 1951  | 1 913      |
| 1961  | 2 759      |
| 2011  | 2 333      |

## Culture locale et patrimoine

### Lieux et monuments

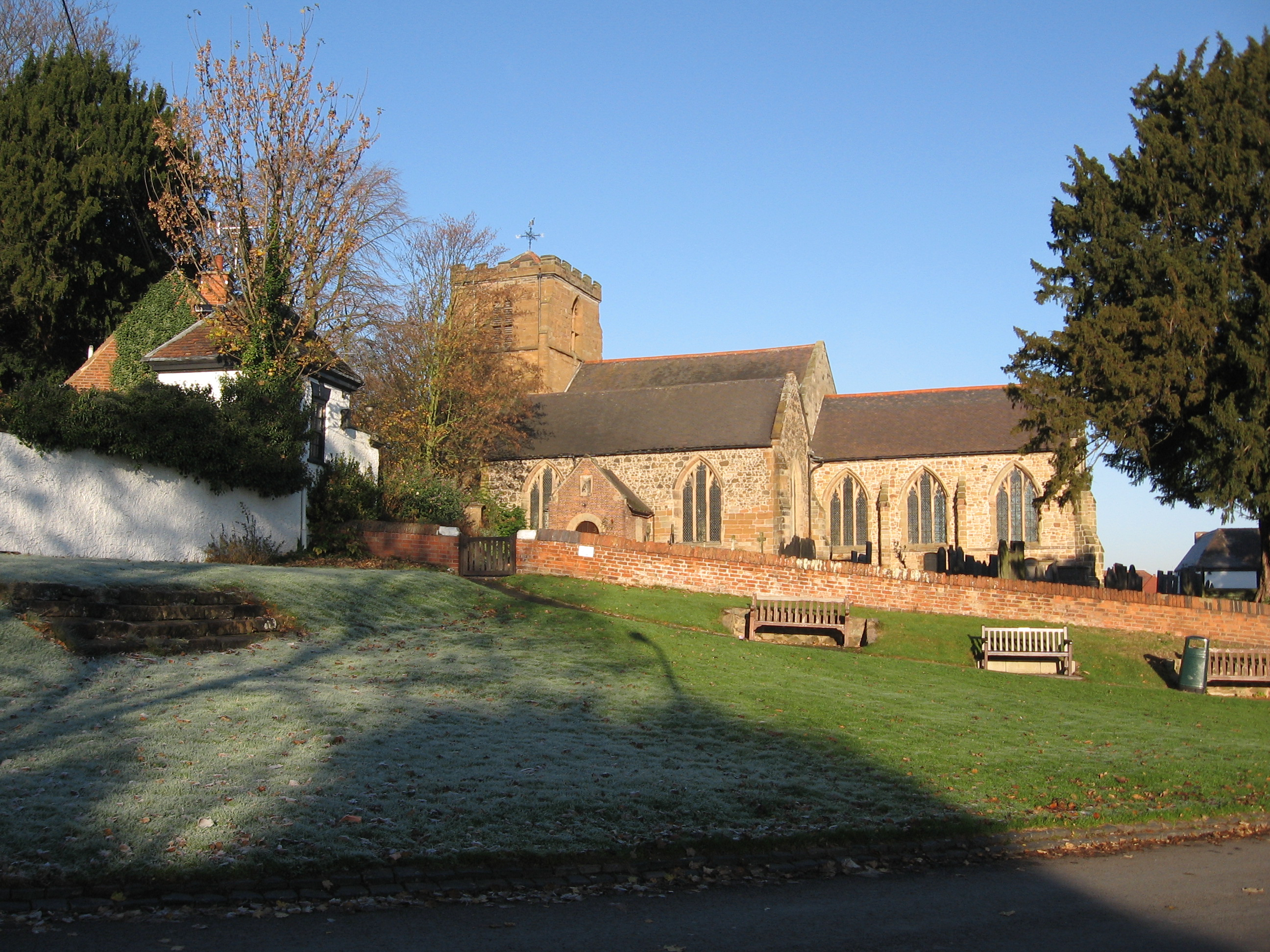
L'église Saint-Pierre de Mancetter.

L'église paroissiale de Mancetter est dédiée à saint Pierre. Son existence est attestée dès 1196, mais la nef et le chancel semblent avoir été rapidement reconstruites, dès le XIIIe siècle. Elle connaît ensuite régulièrement des agrandissements et rénovations, avec l'ajout de collatéraux et d'une tour aux XIVe et XVe siècles, d'une claire-voie à la fin du XVe siècle et d'un porche au début du XVIIe siècle. Elle est restaurée à trois reprises, en 1876, 1911 et 1930. C'est un monument classé de grade I depuis 1968.
Le site de la ville romaine de Manduessedum, situé dans la vallée de l'Anker à cheval sur les paroisses civiles de Mancetter et Witherley, est protégé en tant que scheduled monument.

### Personnalités liées
- Le martyr protestant Robert Glover (en) (mort en 1555) est originaire de Mancetter.
- Le botaniste Nehemiah Grew (1641-1712) est né à Mancetter.
- L'explorateur George Wyman Bury (en) (1874-1920) est né à Mancetter.